# Karin Schröder
Karin Schröder (* 7. April 1942 in Berlin) ist eine deutsche Schauspielerin.

## Leben
Karin Schröder absolvierte eine Ausbildung zur Stenotypistin mit Facharbeiterbrief im staatlichen Rundfunkkomitee. Nach Probeaufnahmen folgte ihre erste Rolle in Silvesterpunsch und dann ein Schauspielstudium an der HFF Potsdam, wo sie gelegentliche Bühnengastspiele hatte. Sie spielte in verschiedenen Filmen der DEFA und des DFF mit. Während ihres Studiums wurde sie vom Regisseur Günter Reisch für Rollen in seinen Gegenwartskomödien engagiert.
Sie hatte 1964 neben Komiker Rolf Herricht in dem Film-Musical Geliebte weiße Maus einen großen Publikumserfolg. Kurt Maetzig brachte sie durch die Nachkriegsgeschichte Mann gegen Mann zu einem künstlerischen Erfolg. Beim IFF Karlovy Vary 1978 wurde sie dafür neben Hildegard Knef als beste Schauspielerin ausgezeichnet.
1987 wechselte sie in die Bundesrepublik und wurde als Chefin in der langlebigen RTL-Serie Die Wache bundesweit bekannt. Von 1994 bis 1995 spielte Karin Schröder in der RTL-Seifenoper Unter uns die Rolle der Sophie Himmel-Eiler.

## Filmografie
- 1960: Silvesterpunsch
- 1961: Familienpapiere
- 1962: Ach, du fröhliche …
- 1962: Die Entlassung
- 1962: Oh, diese Jugend (TV)
- 1964: Geliebte weiße Maus
- 1964: Pension Boulanka
- 1965: Eine schreckliche Frau
- 1966: Ende der Anfrage (TV)
- 1967: Der Staatsanwalt hat das Wort: Meine Schwester (TV-Reihe)
- 1967: Der Staatsanwalt hat das Wort: Busliesel
- 1967: Ein Tag und eine Nacht
- 1968: Stunde des Skorpions
- 1969: Krupp und Krause (TV-Mehrteiler)
- 1969: Der Staatsanwalt hat das Wort: Die Falschmeldung
- 1971: Der Staatsanwalt hat das Wort: Der Fall Valentin Erbsand
- 1971: Der Sonne Glut (TV-Mehrteiler)
- 1971: Filmemacher (TV)
- 1972: Polizeiruf 110: Minuten zu spät (TV-Reihe)
- 1972: Das Geheimnis der Anden (TV)
- 1972: Bettina von Arnim
- 1973: Rotfuchs (Fernsehfilm)
- 1973: Der Kaukasische Kreidezirkel
- 1974: Der Staatsanwalt hat das Wort: Eine Nummer zu groß
- 1975: Der Staatsanwalt hat das Wort: Geschiedene Leute
- 1976: Mann gegen Mann
- 1977: Der kleine Zauberer und die große Fünf
- 1978: Einer muß die Leiche sein
- 1978: Zwei Betten in der Hohen Tatra
- 1979: Zugvögel am Sund (TV)
- 1979: Pinselheinrich (Fernsehfilm)
- 1980: Dach überm Kopf
- 1980: Polizeiruf 110: In einer Sekunde (TV-Reihe)
- 1983: Mein Vater in der Tinte (TV)
- 1983: Märkische Chronik
- 1985: Zwei Nikoläuse unterwegs
- 1986: Polizeiruf 110: Ein großes Talent (TV-Reihe)
- 1986: Polizeiruf 110: Gier (TV-Reihe)
- 1987: Bebel und Bismarck (Fernsehmehrteiler)
- 1987: Wie die Alten sungen…
- 1987: Vorspiel
- 1987: Kiezgeschichten
- 1988: Land der Väter, Land der Söhne
- 1988: Bereitschaft Dr. Federau
- 1991: Killer
- 1991: Tatort: Tödliche Vergangenheit (TV-Reihe)
- 1991: Tatort: Tod im Häcksler
- 1994–1995: Unter uns (TV-Serie)
- 1995: Hotel Mama
- 1996–1998: Die Wache (TV-Serie)
- 1997: Hotel Mama: Die Rückkehr der Kinder
- 1999: Hotel Mama: Mutter auf der Flucht
- 2001: Scheidung mit Hindernissen
- 2005: Lindenstraße (Fernsehserie, Folge "Flecken")
- 2012: Heiter bis tödlich: Alles Klara (Fernsehserie, vier Folgen)

## Hörspiele (Auswahl)
- 1969: Wilfried Schilling: Kellergespräche (Greta) – Regie: Joachim Staritz (Hörspiel – Rundfunk der DDR)
- 1970: Arne Leonhardt: Unser stiller Mann (Regina Spitzner) – Regie: Werner Grunow (Hörspiel – Rundfunk der DDR)
- 1977: Juri Trifonow: Der Tausch (Tanja) – Regie: Joachim Staritz (Hörspiel – Rundfunk der DDR)
- 1977: Horst Ulrich Wendler: Familienanschluss (Frau Koch) – Regie: Joachim Gürtner (Hörspielreihe: Neumann, zweimal klingeln – Rundfunk der DDR)
- 1978: Erika Runge: Die Verwandlungen einer fleißigen, immer zuverlässigen und letztlich unauffälligen Chefsekretärin – Regie: Peter Groeger (Hörspiel – Rundfunk der DDR)
- 1978: Helmut Bez: Jutta oder die Kinder von Damutz – Regie: Fritz Göhler (Hörspiel – Rundfunk der DDR)
- 1981: Peter Gauglitz: Chesterfield (Agnes Schmitt) – Regie: Joachim Gürtner (Hörspielreihe: Fälle des Kriminalanwärters Marzahn, Nr.:10 – Rundfunk der DDR)
- 1981: Arne Leonhardt: Jazz am Grab – Regie: Werner Grunow (Hörspielpreis der Kritiker für Autor und Regie 1982 – Rundfunk der DDR)
- 1982: Albert Wendt: Der Sauwetterwind (Frau Nickel) – Regie: Christa Kowalski (Kinderhörspiel – Rundfunk der DDR; Übernahme durch Litera, 1985)
- 1983: Linda Teßmer: 21:00 Uhr Erlenpark (Frau Bruck) – Regie: Fritz-Ernst Fechner (Kriminalhörspiel/Kurzhörspiel – Rundfunk der DDR)
- 1984: Ekkes Frank: Das Glück der Erinnerung – Regie: Andreas Weber-Schäfer
- 1988: Carlos Cerda: Kein Reisender ohne Gepäck (Elena) – Regie: Fritz Göhler (Hörspiel – Rundfunk der DDR)
- 1990: Peter Zeindler: Die Meisterpartie – Regie: Hans Gerd Krogmann (Kriminalhörspiel – SWF)